# Werner Trenkner
Werner Otto Trenkner (* 30. April 1902 in Calbe (Saale); † 9. September 1981 in Duisburg) war ein deutscher Komponist und Dirigent.

## Leben
Werner Trenkner war der zweite Sohn des Merseburger Domorganisten Wilhelm Trenkner (1874–1949) und der Sängerin Mathilde Trenkner, geb. Möhring. Trotz dieses Familienumfeldes fand er erst mit 13 Jahren tieferen Zugang zur Musik. Von seinem Vater erhielt er ersten Orgelunterricht und war bald so weit gediehen, dass er ihn an der großen Domorgel vertreten konnte. 1921 begann Trenkner, am Leipziger Konservatorium Musiktheorie und Klavier zu studieren. Von 1923 bis 1928 war er Schüler der Staatlichen Hochschule für Musik in Weimar. Unter anderem studierte er dort bei dem Komponisten Richard Wetz, dessen musikalische Anschauungen und Stil nachhaltigen Eindruck bei Trenkner hinterließen. Wetz soll kurz vor seinem Tod 1935 die Vervollständigung seines unvollendeten Oratoriums Liebe, Leben, Ewigkeit durch Trenkner verfügt haben. Dieser kam jedoch aufgrund von Rechtsstreitigkeiten nicht dazu. Nach Beendigung des Weimarer Studiums machte sich Trenkner als Komponist wie als Dirigent gleichermaßen einen Namen. Ab der Spielzeit 1929/30 übernahm er die musikalische Leitung des Staatstheaters Stralsund.
1931 oder 1932 heiratete Werner Trenkner die Pianistin und Klavierpädagogin Lotte Geil (1901–1994), eine Schülerin von Bruno Hinze-Reinhold in Weimar. Ihre einzige Tochter Evelinde Trenkner (1933–2021) wurde als Kind zunächst von ihren Eltern unterrichtet und später selbst eine bedeutende Konzertpianistin und angesehene Klavierpädagogin.
Am 1. August 1932 trat Werner Trenkner in die NSDAP ein (Mitgliedsnummer 1.287.746), wurde aber wegen unterlassener Abmeldung zumindest vorübergehend gestrichen. 1933 erhielt er den renommierten Mendelssohn-Preis zuerkannt. Im selben Jahr wirkte er als Kapellmeister in Oberhausen, von wo aus er 1935 wegen Unstimmigkeiten mit den Nationalsozialisten als freischaffender Komponist nach Berlin ging, wo er allerdings auch im Rundfunk tätig war. 1937 wurde Trenkner Leiter des Städtischen Orchesters Berlin, kehrte aber bereits im folgenden Jahr – jetzt unter der Bezeichnung Musikdirektor – nach Oberhausen zurück, wo er nach Ende des Zweiten Weltkriegs ein neues Städtisches Orchester gründete. Während des Krieges hatte der Komponist unter der nationalsozialistischen Kulturpolitik zu leiden und wurde wenig gespielt. 1951 legte Trenkner seine offiziellen Ämter nieder. In der nächsten Zeit zog er sich aus Unzufriedenheit mit der musikalischen Avantgarde seiner Zeit aus der Öffentlichkeit zurück und komponierte nur noch wenig. Erst gegen Ende der 1960er Jahre folgte eine neue Schaffensperiode. Werner Trenkner starb 79-jährig im September 1981 in Duisburg.

## Stil
Als Komponist bewegte sich Trenkner an der Grenze zwischen Spätromantik und Moderne. Sein Stil ist, obwohl oft mit harmonischen Kühnheiten gespickt, im Grunde der Dur-Moll-Tonalität verhaftet. Wichtigste historische Vorbilder des Komponisten waren Johann Sebastian Bach, Anton Bruckner und Max Reger. So verwundert es nicht, dass in zahlreichen seiner Kompositionen eine Vorliebe für kontrapunktische Gestaltungsweisen, z. B. in Form von Fugen, zu beobachten ist. Gewichtigen Platz in Trenkners Schaffen nehmen Orchesterwerke ein, dazu treten Opern, Kammermusik, Klavierwerke, Lieder und Chorkompositionen. Als sein Hauptwerk betrachtete der Komponist das 1946 uraufgeführte Requiem.

## Werke (Auswahl)
Trenkners Werkverzeichnis umfasst 52 Opuszahlen und eine kleine Anzahl Werke ohne Opuszahl. Einige Kompositionen gelten als verschollen. Die folgende Aufzählung nennt nur erhaltene Werke.

### Opern
- Der Jahrmarkt (Oper von Georg Anton Benda, Neufassung von Trenkner; UA: Berlin 1936)
- Malina (Große Oper in einem Vorspiel und zwei Akten, unaufgeführt)
- Nacht ohne Morgen (Oper in sechs Bildern, unaufgeführt)

### Chorwerke
- An die Freundschaft für Bariton, Chor und Orchester op. 12 (Neufassung als op. 52, 1978)
- Requiem für 4 Soli, Chor und Orchester op. 33 (1946)
- Magnificat für drei Soli, Chor, Orgel und Orchester op. 43 (1973)
- Der 13. Psalm für Sopran, Bariton, Chor und Orchester op. 47 (1977)

### Orchesterwerke
- Variationen und Fuge über ein eigenes Thema op. 2 (1927)
- Sinfonie Nr. 1 c-Moll op. 8 (1930)
- Sinfonie Nr. 2 h-Moll op. 13 (1932)
- Variationen über ein Thema aus der Zauberflöte op. 19 (1934)
- Violinkonzert g-Moll op. 21 (1935)
- Variationen-Suite über eine Lumpensammlerweise op. 27 (1936)
- Variationen und Fuge über ein romantisches Thema op. 30 (1939)
- Cellokonzert h-Moll op. 32 (1948)
- Klavierkonzert Nr. 1 f-Moll op. 35 (1953)
- Klavierkonzert Nr. 2 op. 41 (1966)
- Orgelkonzert op. 44 (1975)

### Kammermusik
- Streichtrio f-Moll op. 15
- Streichquartett f-Moll op. 18 (1933)
- Suite für Violine und Klavier op. 48 (1978)
- Adagio und Fuge für zwölf Celli op. 50

### Klaviermusik
- Fünf Arabesken op. 28 (1936)
- Symphonische Suite op. 40 (1952)
- Zehn neue Klavierstücke op. 42 (1966)
- Drei Klavierstücke op. 44a
- Fünf Charakterstücke op. 51

### Lieder
- Zwei Orchesterlieder op. 1 (1927)
- Schilflieder für Bariton und Orchester op. 6 (1929)
- Sieben Lieder der Liebe für Bariton und Klavier op. 39 (1962)